# Näsby folkskola
Näsby folkskola är en före detta svenskspråkig folkskola i Sjundeå i Finland. Skolan ligger i byn Näsby i landskapet Nyland.
Näsby folkskola togs i bruk den 1 september 1892 i hyrd lokal på Kanala gård till år 1900, då den flyttade in i egen byggnad. Det nya skolhuset uppfördes på en av godsägaren Ture W. Lindeberg skänkt tomt i Näsby. Skolan stängdes år 1924, sedan distriktet uppdelats mellan Bäcks och Aiskos folkskolor.